# Yildiz Hamidiye-moskee

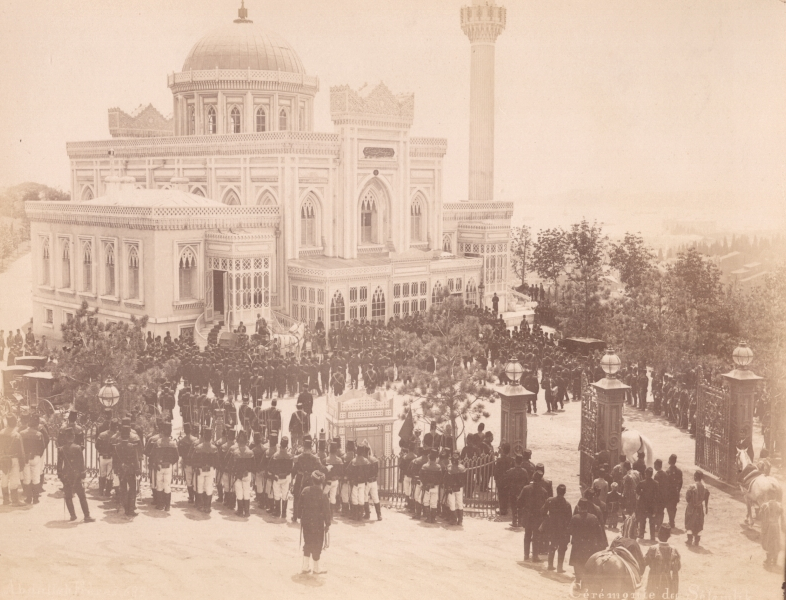
Yildiz Hamidiye-moskee in 1895

De Yildiz Hamidiye-moskee (Turks: Yıldız Hamidiye Camii, Yıldız Camii) is een moskee gevestigd in de buurt Yıldız in het district Beşiktaş in Istanboel. De opdracht tot de bouw van de moskee is gegeven door de Ottomaanse sultan Abdülhamit II. Hij gaf de opdracht aan de Ottomaanse Armeniër Sarkis Balyan. De bouw is begonnen in 1885 en voltooid in 1886. Het was de moskee waar sultan Abdülhamit II doorgaans zijn vrijdagmiddaggebed volbracht.